# FC Twente in het seizoen 1979/80
Het seizoen 1979-1980 was het vijftiende jaar in het bestaan van de Nederlandse voetbalclub FC Twente. De Tukkers kwamen uit in de Nederlandse Eredivisie en namen deel aan het toernooi om de KNVB beker. Doordat de finale van de KNVB beker 1978/79 werd verloren van landskampioen AFC Ajax, nam Twente deel aan de Europacup II.

## Verloop
Spitz Kohn startte het seizoen als trainer, maar nam ontslag na een paar teleurstellende resultaten in het begin van het seizoen. Hij werd opgevolgd door Hennie Hollink.
FC Twente eindigde het seizoen op een zesde plaats, waarmee het zich plaatste voor de UEFA Cup 1980/81. In het toernooi om de KNVB Beker werd Twente in de derde ronde uitgeschakeld door Feyenoord. In de Europa Cup II volgde reeds in de eerste ronde uitschakeling tegen Panionios uit Griekenland.

## Selectie
| Naam                | Positie        |
| ------------------- | -------------- |
| André van Gerven    | Doelverdediger |
| Eddie Pasveer       | Doelverdediger |
| Paul van der Meeren | Doelverdediger |
| Theo Wassink        | Doelverdediger |
| Bert Strijdveen     | Verdediger     |
| Epi Drost           | Verdediger     |
| Niels Overweg       | Verdediger     |
| Romeo Zondervan     | Verdediger     |
| John Scheve         | Verdediger     |
| Harry Bruggink      | Verdediger     |
| Tjalling Dilling    | Verdediger     |
| Fred Rutten         | Verdediger     |
| Martin Jol          | Middenvelder   |

| Naam                  | Positie      |
| --------------------- | ------------ |
| Heini Otto            | Middenvelder |
| Aad Kila              | Middenvelder |
| René Kamphuis         | Middenvelder |
| Paul Leyenaar         | Middenvelder |
| Henk van Santen       | Middenvelder |
| Jaap Bos              | Aanvaller    |
| Hallvar Thoresen      | Aanvaller    |
| Adri van Staveren     | Aanvaller    |
| Ab Gritter            | Aanvaller    |
| Søren Lindsted        | Aanvaller    |
| Manuel Sánchez Torres | Aanvaller    |
| Roel Smand            | Aanvaller    |
| Evert Bleuming        | Aanvaller    |

## Wedstrijdstatistieken

### Eredivisie
| Datum             | Wedstrijd                   | Uitslag       | Scoreverloop |
| ----------------- | --------------------------- | ------------- | --- |
| 19 augustus 1979  | Roda JC - FC Twente         | 3 - 0 (1 - 0) | 6' Dick Nanninga 1-0, 60' Dick Nanninga 2-0, 84' Pierre Vermeulen (p) 3-0 |
| 22 augustus 1979  | FC Twente - Willem II       | 0 - 0         | |
| 25 augustus 1979  | PEC Zwolle - FC Twente      | 0 - 1 (0 - 1) | 44' Hallvar Thoresen 0-1 |
| 29 augustus 1979  | FC Twente - NEC             | 2 - 1 (1 - 0) | 27' Jaap Bos 1-0, 72' Eugène Marijnissen 1-1, 88' Niels Overweg (p) 2-1 |
| 9 september 1979  | PSV - FC Twente             | 7 - 1 (2 - 1) | 24' Harry Lubse 1-0, 32' Jan Poortvliet 2-0, 38' Martin Jol 2-1, 58' Harry Lubse 3-1, 61' Adri Koster 4-1, 68' Willy van der Kuijlen 5-1, 76' Harry Lubse 6-1, 90' Adri Koster 7-1 |
| 15 september 1979 | FC Twente - MVV             | 3 - 1 (3 - 0) | 16' Ab Gritter 1-0, 27' Martin Jol 2-0, 41' Aad Kila 3-0, 71' Bert van Marwijk 3-1                                                                                                 |
| 22 september 1979 | ADO - FC Twente             | 2 - 1 (0 - 1) | 18' Tjalling Dilling 0-1, 73' Simon van Vliet 1-1, 78' Lex Schoenmaker (p) 2-1 |
| 29 september 1979 | FC Twente - Sparta          | 2 - 0 (0 - 0) | 67' Hallvar Thoresen 1-0, 87' Ab Gritter 2-0 |
| 7 oktober 1979    | Excelsior - FC Twente       | 2 - 2 (1 - 1) | 29' Adri van Staveren 0-1, 45' Dick Ernst 1-1, 57' Søren Lindsted 1-2, 81' Rini Plasmans 2-2                                                                                       |
| 27 oktober 1979   | NAC - FC Twente             | 1 - 0 (1 - 0) | 22' Theo Dierckx 1-0 |
| 4 november 1979   | FC Twente - Go Ahead Eagles | 3 - 1 (1 - 0) | 44' Adri van Staveren 1-0, Niels Overweg (ed) 1-1, 61' Aad Kila 2-1, 75' Ab Gritter 3-1                                                                                            |
| 11 november 1979  | Vitesse - FC Twente         | 1 - 3 (0 - 1) | 12' Ab Gritter 0-1, 51' Hallvar Thoresen 0-2, 80' Hallvar Thoresen 0-3, 87' Herman Gerdsen 1-3                                                                                     |
| 14 november 1979  | FC Twente - AFC Ajax        | 1 - 0 (0 - 0) | 52' Ab Gritter 1-0 |
| 25 november 1979  | FC Twente - HFC Haarlem     | 2 - 2 (0 - 0) | 56' Martin Haar 0-1, 79' Søren Lindsted 1-1, 80' Heini Otto 2-1, 83' Terry Hendriks (p) 2-2                                                                                        |
| 1 december 1979   | AZ'67 - FC Twente           | 2 - 0 (0 - 0) | 54' Jaan de Graaf 1-0, 78' Jaan de Graaf 2-0 |
| 9 december 1979   | FC Twente - FC Utrecht      | 0 - 1 (0 - 0) | 54' Ton de Kruijk 0-1 |
| 16 december 1979  | Feyenoord - FC Twente       | 1 - 1 (1 - 0) | 57' Jan Peters 1-0, 90' Hallvar Thoresen 1-1 |
| 13 januari 1980   | FC Twente - Roda JC         | 1 - 1 (1 - 1) | 17' Jaap Bos 1-0, 28' Theo de Jong 1-1 |
| 20 januari 1980   | Willem II - FC Twente       | 1 - 0 (1 - 0) | 18' Toine van Mierlo |
| 3 februari 1980   | NEC - FC Twente             | 0 - 3 (0 - 1) | 22' Heini Otto 0-1, 49' Hallvar Thoresen 0-2, 87' Martin Jol 0-3 |
| 10 februari 1980  | FC Twente - PSV             | 2 - 1 (1 - 1) | 2' Hallvar Thoresen 1-0, 36' Harry Lubse 1-1, 76' Heini Otto 2-1 |
| 20 februari 1980  | FC Twente - PEC Zwolle      | 1 - 0 (1 - 0) | 25' Rinus Israël (ed) 1 - 0 |
| 23 februari 1980  | MVV - FC Twente             | 1 - 0 (0 - 0) | 60' Cees Schapendonk 1-0 |
| 2 maart 1980      | FC Twente - ADO             | 2 - 0 (2 - 0) | 14' Evert Bleuming 1-0, 43' Heini Otto 2-0 |
| 9 maart 1980      | Sparta - FC Twente          | 1 - 0 (0 - 0) | 71' René van der Gijp 1-0 |
| 16 maart 1980     | FC Twente - Excelsior       | 2 - 1 (0 - 0) | 47' Aad Kila 1-0, 67' Søren Lindsted 2-0, 67' Makkie Nijssen 2-1 |
| 23 maart 1980     | AFC Ajax - FC Twente        | 3 - 2 (1 - 1) | 10' Henning Jensen 1-0, 43' Hallvar Thoresen 1-1, 53' Frank Arnesen 2-1, 59' Søren Lindsted 2-2, 61' Simon Tahamata 3-2                                                            |
| 30 maart 1980     | FC Twente - NAC             | 1 - 4 (0 - 2) | 9' Martien Vreijsen 0-1, 40' Joachim Siwek 0-2, 47' Wanny van Gils 0-3, 76' Wanny van Gils 0-4, 86' Jaap Bos (p) 1-4                                                               |
| 5 april 1980      | Go Ahead Eagles - FC Twente | 1 - 2 (0 - 1) | 33' Hallvar Thoresen 0-1, 60' Gerard Hullegie 1-1, 67' Ab Gritter 1-2 |
| 13 april 1980     | FC Twente - Vitesse         | 4 - 1 (3 - 1) | 2' Evert Bleuming 1-0, 12' Bosko Bursać 1-1, 17' Aad Kila 2-1, 37' Søren Lindsted 3-1, 68' Evert Bleuming 4-1                                                                      |
| 20 april 1980     | HFC Haarlem - FC Twente     | 0 - 0         | |
| 27 april 1980     | FC Twente - AZ'67           | 4 - 1 (2 - 0) | 38' Jaap Bos 1-0, 45' Aad Kila 2-0, 68' Hallvar Thoresen 3-0, 84' Hallvar Thoresen 4-0, 86' Kees Kist 4-1                                                                          |
| 4 mei 1980        | FC Utrecht - FC Twente      | 0 - 0         | |
| 11 mei 1980       | FC Twente - Feyenoord       | 3 - 0 (1 - 0) | 23' Jaap Bos (p) 1-0, 56' Søren Lindsted 2-0, 85' Aad Kila 3-0 |

### KNVB Beker
| Datum            | Wedstrijd             | Uitslag       | Scoreverloop |
| ---------------- | --------------------- | ------------- | --- |
| 14 oktober 1979  | Willem II - FC Twente | 2 - 4 (0 - 2) | 13' Hallvar Thoresen 0-1, 44' Jaap Bos (p) 0-2, 62' Martin Jol 0-3, 84' Arthur Hoyer 1-3, 85' Hallvar Thoresen 1-4, 87' Toine van Mierlo 2-4 |
| 17 februari 1980 | Feyenoord - FC Twente | 4 - 0 (1 - 0) | 36' Jan van Deinsen 1-0, 46' Jan van Deinsen 2-0, 50' Richard Budding 3-0, 71' Pétur Pétursson (p) 4-0                                       |

### Europacup II
| Datum             | Wedstrijd             | Uitslag       | Scoreverloop                                                                                                |
| ----------------- | --------------------- | ------------- | --- |
| 19 september 1979 | Panionios - FC Twente | 4 - 0 (1 - 0) | 26' Thomas Liolios 1-0, 49' Thomas Liolios 2-0, 69' Yiannis Pathiakakis (p) 3-0, 86' Nikos Anastopoulos 4-0 |
| 3 oktober 1979    | FC Twente - Panionios | 3 - 1 (2 - 0) | 2' Jaap Bos 1-0, 14' Søren Lindsted 2-0, 75' Martin Jol 3-0, 87' Nikos Anastopoulos 3-1                     |

Ajax ·
AZ '67 ·
Excelsior ·
Feyenoord ·
Go Ahead Eagles ·
FC Den Haag ·
Haarlem ·
MVV ·
NAC ·
N.E.C. ·
PEC Zwolle ·
PSV ·
Roda JC ·
Sparta ·
FC Twente '65 ·
FC Utrecht ·
Vitesse ·
Willem II